# Darío Pedro Alessandro
Darío Pedro Alessandro (25 de diciembre de 1951-19 de mayo de 2021) fue un sociólogo, político y diplomático argentino.

## Biografía
Fue hijo de Darío Alessandro. Comenzó a estudiar sociología en la Universidad de Buenos Aires durante la década de 1970, aunque no acabó su carrera en aquella época porque la facultad fue cerrada, y recién se recibió durante el retorno de la democracia en Argentina.
Fue diputado nacional por el FrePaSo, electo en 1995, siendo el presidente del bloque parlamentario de aquel partido. Permaneció en el Congreso hasta 2003. Con Rafael Bielsa como canciller, ocupó el cargo de subsecretario de Asuntos Latinoamericanos del Ministerio de Relaciones Exteriores y Culto.
Alessandro fue designado embajador en Cuba en diciembre de 2004. Adhirió al Frente para la Victoria, apoyando al presidente Néstor Kirchner. Fue designado embajador de Argentina en Perú en 2008, durante la presidencia de Cristina Fernández de Kirchner. Finalizó el cargo en diciembre de 2015, con el inicio de la presidencia de Mauricio Macri.
Falleció el 19 de mayo de 2021 luego de una cirugía debido a un cáncer.